# Кодина, Жорди
Хорди (Жорди) Кодина (исп.  Jordi Codina Rodríguez; 24 апреля 1982, Барселона) — испанский футболист, игравший на позиции вратаря.

## Биография
В 2000 году Хорди переехал в Мадрид из Барселоны, где выступал за местную команду «Дамн», позже Хорди перешёл в молодёжную команду мадридского «Реала». В сезоне 2002/03 был переведен в «Реал Мадрид С». Там он сыграл всего один сезон, но показал все свои лучшие качества. Тренерский штаб принял решение перевести его в «Реал Мадрид B», где он стал одним из лидеров и капитаном команды. В последнем сезоне он сыграл 35 из 38 матчей, проведя на поле в общей сложности 3061 минуту. В 2007 году Хорди Кодина был представлен третьим вратарём основного состава «Реала». Свой единственный матч в составе «Галактикос» Кодина провёл 11 мая 2008 года против «Леванте», завершившийся победой «Реала» со счетом 5:2.
2 июля 2010 года Кодина перешёл в «Хетафе», подписав контракт на три года. В июне 2015 года покинул клуб, а 11 июня уже переехал на Кипр и подписал двухлетнее соглашение с клубом АПОЭЛ.